# Бензекри, Дрисс
Дрисс Бензекри (араб. ادريس ابن زكري‎;
31 декабря 1970, Буизакарн, Марокко) — марокканский футболист, вратарь. Участник чемпионата мира 1998 года в составе национальной сборной.

## Карьера

### Клубная
Дрисс большую часть своей карьеры провёл в клубе «Ренессанс» из Сеттата, за который выступал с 1996 по 2004 год. В 2004 году голкипер перешёл в «Иттихад» из Хемиссета, проведя в котором один сезон, Бензекри закончил карьеру.

### В сборной
Бензекри выступал за сборную Марокко с 1995 года, был включён в заявку на Кубок африканских наций 1998. На турнире не провёл ни одной игры.
Летом того же года Дрисс был внесён в окончательный список игроков для участия в Чемпионате мира во Франции. На мировом первенстве Бензекри был основным голкипером сборной, приняв участие во всех трёх встречах группового этапа против Норвегии, Бразилии и Шотландии.
В 2002 году голкипер принимал участие в Кубке африканских наций в Мали. Дрисс сыграл во встречах группового этапа против ЮАР, Буркина-Фасо и Ганы.
Всего Бензекри провёл за сборную Марокко 27 матчей.